# Kościół Wniebowzięcia Najświętszej Maryi Panny w Wielkich Łunawach
Kościół Wniebowzięcia Najświętszej Maryi Panny w Wielkich Łunawach – rzymskokatolicki kościół parafialny należący do parafii pod tym samym wezwaniem (dekanat Chełmno diecezji toruńskiej).
Jest to świątynia wzniesiona w latach 1881–1882 przez lokalną gminę ewangelicko-augsburską w stylu neoromańskim. W 1945 roku zbór został przekazany kościołowi rzymskokatolickiemu, a w 1973 roku została erygowana samodzielna parafia.